# Rok Nauki Polskiej
Rok Nauki Polskiej – ogłoszony w 1972 roku, a obchodzony przez cały 1973 rok. W jego ramach zorganizowano obchody: 100 rocznicy powstania Akademii Umiejętności, 200 rocznicy powstania KEN, 500 rocznicy urodzin Mikołaja Kopernika oraz obrady II Kongresu Nauki Polskiej. 

## Historia
Z inicjatywy PAN rok 1973 ogłoszono Rokiem Nauki Polskiej. Przypadały w nim bowiem 3 ważne rocznice: 500–lecie urodzin Kopernika, 200 rocznica powstania Komisji Edukacji Narodowej i 100 rocznica powstania Akademii Umiejętności. Częścią Roku Nauki Polskiej były obchody Roku Kopernikańskiego. W ramach obchodów w dniach 26–29 czerwca odbył się II Kongres Nauki Polskiej. 12 grudnia 1972 roku w Krakowie podczas zgromadzenia ogólnego PAN zainaugurowała obchody roku kopernikańskiego i 100 lecia powstania Akademii Umiejętności.

## Rok Kopernikański
W 1973 roku przypadała 500 rocznica urodzin Mikołaja Kopernika. Już w 1967 roku Rada Ministrów podjęła decyzję o organizacji obchodów. Założono w nim, że 19 lutego 1973 będzie miała miejsce w Toruniu inauguracja Roku Kopernikańskiego. W ramach obchodów zorganizowano kongresy i sesje naukowe, nadano imię Kopernika uczelniom, statkom i hotelom, odsłonięto kilka pomników, a w Domu Kopernika w Toruniu otwarto muzeum.

## 100 rocznica powstania Akademii Umiejętności
14 grudnia 1972 roku krakowski Oddział PAN i Zakład Historii Nauki i Techniki PAN w Krakowie zorganizowały I sesję naukową z okazji obchodów 100 rocznicy powstania Akademii Umiejętności. W jej ramach zorganizowano oprócz ogólnej sesje związane z naukami medycznymi, naukami ścisłymi, przyrodniczymi i nauką o Ziemi. Wystawę związaną z obradami zorganizowano w Bibliotece Akademii Rolniczej.
II sesja poświęcona wkładowi Polskiej Akademii Umiejętności w rozwój nauk humanistycznych i społecznych została zorganizowana przez Oddział Polskiej Akademii Nauk w Krakowie w dniach 3–4 maja 1973 roku. Dzień wcześniej, 2 maja otwarto w Krzysztoforach wystawę „W stulecie założenia Akademii Umiejętności” przygotowaną przez bibliotekę krakowskiego oddziału PAN i Muzeum Historyczne. Pokazano na niej oryginalne dokumenty w tym korespondencję AU z Pasteurem czy Marią Skłodowską-Curie.

## 200 rocznica powstania Komisji Edukacji Narodowej
14 października 1972 roku w Warszawie odbyło się pierwsze spotkanie komitetu organizacyjnego na czele którego stanął ówczesny minister oświaty Jerzy Kuberski. W ramach obchodów zaplanowano upowszechnienie tradycji Komisji Edukacji Narodowej i popularyzację jej dorobku, doskonalenie pracy szkół i rozwoju oświaty, integrację nauki i oświaty, popularyzację zawodu nauczyciela, upowszechnienie kultury pedagogicznej w społeczeństwie oraz czyny społeczne na rzecz szkoły i oświaty.
W ramach popularyzacji tradycji KEN zorganizowano prawie 6 tysięcy wystaw, w tym 2 centralne: w Domu Nauczyciela w Warszawie i w Muzeum Narodowym w Warszawie oraz ponad 1,5 tysiąca sesji naukowych, sympozjów i dyskusji.
W 1972 roku zmieniono termin obchodów Dnia Nauczyciela na 14 października czyli w rocznicę utworzenia Komisji Edukacji Narodowej. Została ustanowiona Nagroda im. Komisji Edukacji Narodowej za wybitne osiągnięcia w dziedzinie oświaty i wychowania, a instytucje i osoby fizyczne za zasługi dla rozwoju oświaty mogły otrzymać przyznawany przez ministra oświaty medal pamiątkowy z okazji 200 rocznicy utworzenia Komisji Edukacji Narodowej (wydany w nakładzie 1800 egzemplarzy).

## II Kongres Nauki Polskiej
Decyzję o zwołaniu kongresu podjęto w 1969 roku. Początkowo planowano zwołać go w 1971 roku, potem jesienią 1972 roku. Ostatecznie II Kongres Nauki zorganizowano w Warszawie w dniach 26–29 czerwca 1973 roku. W skład komitetu organizacyjnego weszło 93 przedstawicieli wszystkich dziedzin nauki, przedstawiciele administracji państwowej i instytucji związanych z nauką.
W obradach, które toczyły się w Pałacu Kultury i Nauki w Warszawie uczestniczyło 2751 osób z kraju oraz 83 z zagranicy. Kongresu otworzył prezes Polskiej Akademii Nauk Włodzimierz Trzebiatowski, pełniący funkcję przewodniczącego Komitetu Organizacyjnego. W inauguracji obrad uczestniczyli m.in. I sekretarz KC PZPR Edward Gierek, przewodniczący Rady Państwa Henryk Jabłoński, prezes Rady Ministrów Piotr Jaroszewicz. W kolejnych dniach obrady toczyły się w 17 sekcjach nauk: matematycznych, fizycznych, chemicznych, elektrycznych, o ziemi i górnictwie, rolniczych i leśnych, inżynieryjno- budowlanych, biologicznych,  medycznych, politycznych i społecznych, ekonomicznych, demograficznych, statystycznych oraz organizacji i zarządzania, historycznych, o literaturze, języku i sztuce oraz informatyki, automatyki i pomiarów, mechaniki, architektury i urbanistyki, podstaw budowy maszyn i urządzeń, metalurgii i metaloznawstwa. Hasło kongresu brzmiało „Nauka w służbie narodu”. 